# Цаделсдорф
Цаделсдорф (њем. Zadelsdorf) општина је у њемачкој савезној држави Тирингија. Једно је од 61 општинског средишта округа Грајц. Према процјени из 2010. у општини је живјело 152 становника. Посједује регионалну шифру (AGS) 16076085.

## Географски и демографски подаци
Цаделсдорф се налази у савезној држави Тирингија у округу Грајц. Општина се налази на надморској висини од 347 метара. Површина општине износи 5,8 km². У самом мјесту је, према процјени из 2010. године, живјело 152 становника. Просјечна густина становништва износи 26 становника/km².

## Међународна сарадња
| Мјесто | Држава | Врста сарадње | Од    |
| ------ | ------ | ------------- | ----- |
|        | Чешка  | партнерство   | 1981. |
| Извор  |        |               |       |